# Elisabeth de Roos
Elisabeth (Bep) Geertruida de Roos, ook Elisabeth du Perron, (Den Haag, 15 juli 1903 - Bergen, 28 november 1981) was een Nederlandse schrijfster en vertaalster. Ze was getrouwd met de Nederlandse schrijver E. du Perron.

## Biografie
De Roos werd geboren in Den Haag en groeide op in Voorburg. Haar vader, Jacques de Roos, was advocaat en criminoloog en haar moeder, Helena Posthumus, was toneel- en cultuurdeskundige van Joodse afkomst. Elisabeth en haar jongere broer Robert de Roos genoten een voor die tijd vrije opvoeding, waarin veel ruimte was voor culturele activiteiten. Waar Robert ('Bob') een voorkeur ontwikkelde voor muziek en componist werd, kreeg Elisabeth ('Bep') een voorkeur voor theater. Ze groeide op in een omgeving van bemiddelde intellectuelen en was het al van kinds af aan gewend om omringd te worden door kritische mensen. In 1921 ging De Roos Franse letterkunde studeren aan de Universiteit van Amsterdam. Tijdens deze studie schreef ze kritische bijdragen voor onder andere het studentenweekblad Propria Cures. In 1925 deed ze haar doctoraalexamen aan de Universiteit van Amsterdam in de Franse en Engelse literatuur. Daarna schreef ze haar dissertatie Het essayistisch werk van Jacques Rivière die zij op 20 mei 1931 verdedigde.
De Roos had relaties met toneelregisseur Johan de Meester jr. en dichter Hendrik Marsman, die zij begin jaren 30 verliet voor diens mentor, de schrijver E. du Perron. Zij huwde Du Perron in 1932. Marsman schreef hierover in 1933 zijn roman De dood van Angèle Degroux. Kort na hun huwelijk vestigden De Roos en Du Perron zich in Parijs. Du Perron wijdde zich hier aan het schrijven en De Roos werkte er als correspondente voor onder andere de Delftsche Courant en Het Vaderland. Ze maakte er publicaties over Franse toneelstukken. In 1935 kreeg het echtpaar een zoon, Alain du Perron. Hierna wijdde De Roos zich aan het moederschap, maar bleef ook schrijven voor dag- en weekbladen. Iets wat uitzonderlijk was voor een vrouw in de eerste helft van de twintigste eeuw. Het gezin verhuisde eind 1935 terug naar Nederland, omdat het leven in Parijs te duur werd. Een jaar later verhuisde het koppel naar Du Perrons geboorteland, Indië, omdat Du Perron er een werk over Multatuli wilde schrijven. De Roos kon er echter niet wennen aan het tropisch klimaat en werd ziek, waardoor het gezin in 1939 genoodzaakt was terug naar Nederland te keren.
Du Perron, die al in 1938 hartproblemen ontwikkelde, stierf op 14 mei 1940, net na de capitulatie van Nederland aan Nazi-Duitsland. Vanaf dat moment aan hield De Roos zich nauwgezet bezig met de nalatenschap van haar man. Van 1950 tot 1953 was De Roos redacteur van het literaire tijdschrift Libertinage. Hierna richtte De Roos zich voornamelijk op vertalen. Hiermee verdiende ze genoeg om het schrijven van literaire kritieken achterwege te kunnen laten. In 1955 kreeg ze de Bijzondere prijs van de Jan Campert-Stichting, voor de publicatie van het verzameld werk van E. du Perron. In 1965 kreeg ze, als erkenning van haar vertaalwerk, een aanstelling als docente vertalen Engels-Nederlands aan het Instituut voor Vertalers in Amsterdam.
De Roos vulde haar tijd, naast het schrijven van publicaties en vertalen, ook met het zetelen in jury's voor literaire en vertaalprijzen en examencommissies. Daarnaast deed ze correctiewerk voor Natuurmethode, een cursus Engels voor Nederlanders die naar Canada wilden emigreren. In haar laatste jaren leed De Roos aan dementie. Ze stierf op 28 november 1981, op 78-jarige leeftijd, in Bergen. Aan haar overlijden werd geen ruchtbaarheid gegeven.

## Pseudoniemen
De Roos schreef voornamelijk onder haar eigen meisjesnaam en, na haar huwelijk, onder haar door huwelijkse naam Elisabeth du Perron, zoals dat gebruikelijk was in die tijd. De samengestelde naam Elisabeth du Perron-de Roos gebruikte ze slechts wanneer ze werken publiceerde waarbij haar man geholpen had.
De Roos nam met Hugo Fastenhorst een mannelijk pseudoniem aan wanneer ze schreef voor politieke doeleinden om door mannen als gelijke behandeld te worden en niet als vrouw. Dit werd door meerdere schrijfsters gedaan, bijvoorbeeld de Engelse George Eliot, die eigenlijk Mary Ann Evans heette, George Sand, een pseudoniem van Amandine Lucile Aurore Dudevant en de Vlaamse W.G.E. Walter, het alter-ego van Virginie Loveling. Net als zij wilde Elisabeth de Roos liefst op de achtergrond blijven en genieten van waarden als anonimiteit, nederigheid en gelijkheid. Hoewel ze diverse kritische artikelen schreef, bleef ze bescheiden en had ze niet de intentie om beroemd te worden.
Het pseudoniem Potomak gebruikte De Roos tijdens haar verblijf in Parijs, bij haar correspondentiewerk voor de Delftsche Courant.
E. du Perron verwijst in zijn werken naar De Roos met de namen Jane en Bep. Du Perron gebruikt de naam Jane in zijn boek Het land van herkomst. Met de bijnaam Bep, waarmee enkele goede vrienden haar aanspraken, ondertekende ze persoonlijke brieven.

## Betekenis voor de literatuur
Elisabeth de Roos kon als vrouw doorbreken in een wereld die voornamelijk door mannen gedomineerd werd tijdens de eerste helft van de twintigste eeuw. Het was noodzakelijk om van een degelijke opvoeding genoten te hebben, belangrijke connecties te hebben, van goede afkomst te zijn en genoeg kapitaal ter beschikking te hebben om tot de literaire wereld te kunnen toetreden. Aangezien vrouwen in het begin van de twintigste eeuw weinig aanwezig waren op de arbeidsmarkt, was het moeilijk om tot deze elite door te dringen. De Roos vormde hierop een uitzondering. Doordat zij altijd omringd werd door intellectuelen en van goede komaf was, kreeg zij de kans om te gaan studeren en zo ook door te dringen tot deze klasse.

De Roos, Ter Braak en Du Perron (1932)

De literaire carrière van Elisabeth de Roos ging van start in 1925, toen ze kritische artikelen, toen de literaire vorm bij uitstek, begon te schrijven over toneelstukken en films. Haar eerste publicaties Antwoord op filmenquête en Hamlet in modern dress verschenen in De Stem en Propria Cures. Bij het schrijven van recensies hield ze onder andere rekening met de technische kant, het gebruik van voorwerpen en de stijl van de regisseur. De Roos hechtte er waarde aan dat de regisseur voeling had met de realiteit en zijn eigen persoonlijkheid niet te veel liet doorschijnen in het toneelstuk of de film. Belangrijke tijdschriften en dagbladen waarvoor De Roos zulke recensies publiceerde, waren, naast De Stem en Propria Cures, de NRC, De Vrije Bladen, Filmliga, De Groene Amsterdammer, Critisch Bulletin en Rythme. Ze blonk zo uit in deze recensies, dat haar vriend en mede-redacteur van Forum Menno ter Braak haar de bijnaam De muze der Vrije Bladen gaf.
Het was voornamelijk haar werk in het literaire tijdschrift Forum, dat zorgde voor de doorbraak van haar carrière in de jaren dertig en van invloed zou zijn op de latere literatuur. De rol die De Roos speelde in de ontwikkeling van Forum, lag in het schrijven van essays.
De Roos' werk staat bekend om complexe zinnen die gecombineerd werden met een fijn taalgebruik. Deze schrijfstijl werd gezien als vernieuwend. Wat haar, volgens haar man E. du Perron, eveneens typeerde was het feit dat ze trouw bleef aan haar eigen ideeën en dat ze zich nooit liet beïnvloeden of dicteren door anderen.
Hoewel De Roos erg succesvol was en erkenning kreeg van andere critici, voelde ze zich onzeker over haar werk en durfde ze zichzelf niet serieus te nemen.
De Roos vertaalde zowel vanuit het Engels als het Frans en stond hierbij bekend om haar nauwkeurigheid. Als er dialect vertaald diende te worden, zoals Emily Brontës Wuthering Heights, speelde ze met de taal. De Roos koos bij voorkeur werken waarvan de auteur zijn of haar eigen persoonlijkheid wist over te brengen naar de lezer, een houding die tevens terug te vinden is in het Vorm of vent-standpunt van de Forumgeneratie.

### Publicaties in dag- en weekbladen
- Criterium (1941)
- Critisch Bulletin (1932 - 1947)
- De Gids (1933 - 1934)
- De Groene Amsterdammer (1930 - 1936)
- Delftsche Courant (1933)
- De Nieuwe Rotterdamsche Courant (1929 - 1951)
- De Stem (1925 - 1930)
- De Vrije Bladen (1926 - 1931)
- Filmliga (1927 - 1930)
- Forum (1932 - 1935)
- Groot-Nederland (1933 - 1942)
- Het Parool (1952 - 1971)
- Het Vaderland (1932 - 1935)
- Libertinage (1948 - 1953)
- Propria Cures (1925)
- Rythme (1927 - 1928)
- Spiegel der Letteren (1973)

### Dissertatie
- Het essayistisch werk van Jacques Rivière (1931)

### Geschreven werken
- Fransche Filmkunst (1931)
- E. du Perron (1980)

### Vertaalde werken (van het Engels/Frans naar het Nederlands)
- Jane Eyre (Charlotte Brontë, 1847)
- Villette (Charlotte Brontë, 1853)
- Wuthering Heights (Emily Brontë, 1847)
- Le père Goriot (de Balzac, 1835)
- The Mill on the Floss (George Eliot, 1860)
- Mina de Vanghel (Stendhal, 1830)
- La Chartreuse de Parme (Stendhal, 1846)